# Hemao
Hemao (kinesiska: 鹤毛) är en köping i östra Kina. Den ligger i staden Wuwei på häradsnivå, som ligger i staden Wuhu på prefekturnivå i provinsen Anhui, omkring 87 kilometer söder om provinshuvudstaden Hefei. Antalet invånare är 26310. Befolkningen består av 13 182 kvinnor och 13 128 män. Barn under 15 år utgör 17,0 %, vuxna 15-64 år 72 %, och äldre över 65 år 10,0 %.